# Alfred Kohlruß
Alfred Kohlruß (* 10. September 1875 in Sereth, Bukowina; † 21. Dezember 1935 in Czernowitz) war ein bukowinadeutscher Jurist und Politiker.

## Leben
Als Sohn einer Ende des 18. Jahrhunderts aus Bayerisch Eisenstein in die Bukowina eingewanderten Kolonisten-Familie studierte Kohlruß nach dem Besuch des Staatsobergymnasiums in Radautz Rechtswissenschaften in Czernowitz. Während seines Studiums wurde er 1893 Mitglied der Burschenschaft Arminia Czernowitz. 1897 war er Mitgründer und bis 1925 Vorsitzender, dann Ehrenvorsitzender des Vereins der Christlichen Deutschen der Bukowina, ab 1931 Deutscher Kulturverein für die Bukowina. 
Ab 1900 schlug er die Richterlaufbahn ein und wurde Gerichtsauskultant, dann fünf Jahre Staatsanwalt in Czernowitz. 1901 gründete er den Verein Deutscher Schülerheime in Czernowitz, deren Ehrenvorsitzender er später wurde. 1903 war er an der Gründung des Verbandes der Deutschen Landwirtschaftlichen Genossenschaften in der Bukowina beteiligt. 1904 wurde er zum Dr. iur. promoviert. 
Von 1916 bis 1918 leitete er die Staatsanwaltschaft in Linz, zuletzt als Oberlandesgerichtsrat. 1918 kehrte er in seine Heimat zurück und war ab 1920 als Rechtsanwalt in Czernowitz tätig. Von 1918 bis 1919 und von 1926 bis 1935 war er Vorsitzender des Deutschen Volksrates für die Bukowina. 1919 war er an der Gründung des Czernowitzer Theatervereins beteiligt. Ebenso an der Gründung der Deutschen Zeitungsgenossenschaft, die er als Vorsitzender leitete. 
Von 1920 bis 1922 war er Abgeordneter im Parlament Großrumäniens, und Zweiter Vorsitzender der Fraktion der Deutschen Volkspartei. Er war auch Stellvertretender Vorsitzender des Verbandes der Deutschen in Großrumänien. 1924 war er an der Gründung der Deutschen Landwirtschaftsbank AG in Czernowitz beteiligt, in der er als Syndikus und Mitglied des Verwaltungsrates fungierte. Von 1926 bis 1927 gehörte er wieder dem Parlament an und war von 1928 bis 1930 Stadtrat von Czernowitz. Auch arbeitete er ab 1933 als Vertrauensanwalt für das deutsche Konsulat. 
Unter den Pseudonymen Alf und Hermano veröffentlichte er als Schriftsteller. Er war Schriftleiter und später auch Mitherausgeber der deutschnationalen Monatsschrift Bukowiner Bote. Den Kalender für die Deutschen in der Bukowina gab er auch mit heraus. Er war Mitarbeiter der Tageszeitung Bukowiner Nachrichten sowie von weiteren Zeitungen und Zeitschriften. Er arbeitete auch am ersten Band des Handwörterbuchs des Grenz- und Auslandsdeutschtums (1934) mit.